# هانس براوزوتر
هانس براوزه وتر (انگلیسی: Hans Brausewetter; ۲۷ مهٔ ۱۸۹۹ – ۲۹ آوریل ۱۹۴۵) بازیگر اهل امپراتوری آلمان بود.
از فیلم‌ها یا برنامه‌های تلویزیونی که وی در آن نقش داشته‌است می‌توان به فاوست، گنج، تاجر ونیزی، و ماجراجویان اشاره کرد.